# アメリカの息子 (映画)
『アメリカの息子』（原題:American Son）は2019年に配信されたアメリカ合衆国のドラマ映画である。監督はケニー・レオン、主演はケリー・ワシントンが務めた。本作はクリストファー・ディーモス＝ブラウンの舞台劇『American Son』を原作としている。

## ストーリー
フロリダ州マイアミ。嵐の夜、ケンドラ・エリス＝コナーは突然失踪した息子（ジャマル）の行方を知るべく、警察署を訪れていた。ケンドラは新人警官（ポール）に捜査状況を尋ねたが、彼の答えは要領を得ないものだった。ほどなくして、ケンドラの夫でFBI捜査官のスコットが警察署に駆けつけ、強い口調で捜査の状況を知らせるよう迫った。ケンドラはスコットと長らく疎遠だったが、「息子には無事でいて欲しい」という思いは共有していた。
ポールは「ジャマル君は2人の黒人と一緒に逮捕されましたが、規則で詳しいことは申し上げられません。ただ、ジャマル君の車には警官を罵倒する文言が記されたステッカーが貼られていたようです。」と2人に言った。その事実に衝撃を受けた2人は勢いで口論になり、結婚生活や子育てに対して抱いていた不満をお互いにぶちまけた。ケンドラは「あの子が通う学校には黒人がほとんどいなかった。だから、ジャマルは周囲と上手く馴染めず、鬱屈した日々を送っていた」と繰り返し、スコットは「ジャマルはチンピラのように振る舞っているが、そんなことをするなと叱りつけるべきだった」と言った。
その後、ケンドラとスコットはジャマルと一緒に逮捕された2人の黒人のうち、1人が過去に麻薬所持で捕まっていたと知らされた。2人はジャマルの生育環境について議論しは始めた。一家が暮らす地域は人種間の緊張が強く、ケンドラ自身も黒人女性であるが故に危険な目に遭ったこともあった。ケンドラはジャマルが白人警官と衝突するのではないかと不安に思っていたのである。「ジャマルが不良と付き合うのを止めるべきだった」と詰るスコットに対し、ケンドラは「ジャマルは貴方に見捨てられたと思っていた。ジャマルが警官に反感を持つようになったのは、間違いなく貴方にも原因がある。」と言った。ほどなくして、スコットの下に弟からビデオ映像が送られてきた。そのビデオには、警官が道路で騒ぐジャマルたちに発砲している様子が収められていた。
憤慨したスコットがポールの上司、ストークスを問い詰めたところ、ついに真実が明かされることになった。しかし、それは余りにも残酷なものであった。

## キャスト
※括弧内は日本語吹替。
- ケリー・ワシントン - ケンドラ・エリス＝コナー（沢海陽子）
- スティーヴン・パスクァール - スコット・コナー（中村章吾）
- ジェレミー・ジョーダン - ポール・ラーキン（上田燿司）
- ユージーン・リー - ジョン・ストークス（宝亀克寿）
- 無線女（熊谷海麗）
- 男（烏田裕志）
- ジョン（梶川翔平）

### 日本語版制作スタッフ
演出：百瀬浩二、翻訳：宮葉直子、ミキサー：吉岡拓真、レコーダー：大石好誠、制作担当：万代知花、制作：グロービジョン

## 製作・マーケティング
2019年1月21日、Netflixがブロードウェイで上演された劇『American Son』の映画化を進めており、ケリー・ワシントンら舞台版キャストがそのまま起用されるとの報道があった。9月12日、本作は第44回トロント国際映画祭でプレミア上映された。10月17日、本作のオフィシャル・トレイラーが公開された。

## 評価
本作に対する批評家からの評価は平凡なものに留まっている。映画批評集積サイトのRotten Tomatoesには24件のレビューがあり、批評家支持率は50%、平均点は10点満点で5.86点となっている。サイト側による批評家の見解の要約は「ケリー・ワシントンは息子の行方を気にする母親の焦燥感を見事に表現しており、そのお陰で『アメリカの息子』は鑑賞に堪えうる作品に仕上がった。しかし、舞台劇をそのまま映像化したような演出のために、同作が表現しようとしている社会の過酷さが伝わってこない。」となっている。また、Metacriticには7件のレビューがあり、加重平均値は34/100となっている。